# Château de Pardailho
Le château de Pardailho est un château fort en ruine situé à Pardailhan, dans l'Hérault, en région Occitanie (France).

## Histoire
Construit avant le XIIIe siècle, le château féodal de Pardailho est le siège de l'importante seigneurie de Pardailhan. Au XIIIe siècle, lors de la croisade des albigeois, les occupants du château qui dépend alors de la vicomté de Minerve se rallient à la cause cathare, mais sont vaincus. Confisqué pour crime d'hérésie, le château est offert en 1234 à une famille croisée, la famille de Thurin. Une partie du domaine est inféodée à la couronne de France au cours du XIVe siècle (en 1379 exactement), et le sénéchal de Carcassonne décide d'un châtelain royal jusqu'au milieu du XVe siècle. Après cela, c'est un bailli royal qui est nommé pendant le XVIe siècle.
Le château est désigné comme étant en ruine vers 1540. Plus d'un siècle après, vers 1660, le château de Pardailhan est construit, afin de donner un nouveau siège à la seigneurie,.
Aujourd'hui, outre les quelques ruines encore visibles du château, on peut apercevoir celles de l'église paroissiale Notre-Dame et celles de la chapelle seigneuriale Sainte-Euphémie. Ces deux édifices religieux, aujourd'hui abandonnés à l'instar du château, ont servi jusqu'en 1752,.